# Steno (cráter marciano)
Steno es un cráter de impacto perteneciente al cuadrángulo Mare Australe del planeta Marte, localizado en las coordenadas 68.0°Sur de latitud y 115.6° Oeste de longitud. Tiene 106.9 km de diámetro, y debe su nombre al polímata danés Nicolás Steno. La denominación fue aprobada en 1973 por la Unión Astronómica Internacional (IAU).
| [[File:Wikistenowest.jpg\|1200px\|alt={{{Alt\|{{{descripción}}}]]                                                                                          |
| Cráter Steno, fotografía de la cámara CTX a bordo del Mars Reconnaissance Orbiter. Borde oeste del cráter (El norte, hacia la izquierda de la fotografía). |

## Por qué los cráteres son importantes
La densidad de cráteres de impacto suele determinar la edad de distintas zonas de la superficie de Marte y de otros cuerpos del sistema solar. Cuanto más antigua es una superficie, mayor presencia de cráteres. La morfología de los cráteres puede revelar la presencia de hielo en el terreno.